# Anaxyrus
Anaxyrus je rod ropuch endemický pro Severní a Střední Ameriku. Vyskytuje se především v lesích, bažinách, na loukách a v pouštích. Některými autory je Anaxyrus považován za podrod rodu Bufo.

## Druhy
| České jméno            | Latinské jméno                                                                    | Stupeň ohrožení    |
| ---------------------- | --------------------------------------------------------------------------------- | ------------------ |
| Ropucha americká       | Anaxyrus americanus ↔ Bufo americanus Holbrook, 1836                              | Málo dotčený       |
| Ropucha Baxterova      | Anaxyrus baxteri ↔ Bufo baxteri Porter, 1968                                      | V přírodě vyhynulý |
| Ropucha západoamerická | Anaxyrus boreas ↔ Bufo boreas Baird & Girard, 1852                                | Málo dotčený       |
| Ropucha kalifornská    | Anaxyrus californicus ↔ Bufo californicus Camp, 1915                              | Ohrožený           |
| Ropucha yosemitská     | Anaxyrus canorus ↔ Bufo canorus Camp, 1916                                        | Ohrožený           |
| Ropucha prérijní       | Anaxyrus cognatus ↔ Bufo cognatus Say, 1823                                       | Málo dotčený       |
|                        | Anaxyrus compactilis ↔ Bufo compactilis Wiegmann, 1833                            | Málo dotčený       |
| Ropucha zelenavá       | Anaxyrus debilis ↔ Bufo debilis Girard, 1854                                      | Málo dotčený       |
| Ropucha černá          | Anaxyrus exsul ↔ Bufo exsul G. Myers, 1942                                        | Zranitelný         |
| Ropucha Fowlerova      | Anaxyrus fowleri ↔ Bufo fowleri Hinckley, 1882                                    | Málo dotčený       |
| Ropucha kanadská       | Anaxyrus hemiophrys ↔ Bufo hemiophrys Cope, 1886                                  | Málo dotčený       |
| Ropucha houstonská     | Anaxyrus houstonensis ↔ Bufo houstonensis Sanders, 1953                           | Ohrožený           |
| Ropucha Kellogova      | Anaxyrus kelloggi ↔ Bufo kelloggi Taylor, 1938                                    | Málo dotčený       |
|                        | Anaxyrus mexicanus ↔ Bufo mexicanus Brocchi, 1879                                 | Málo dotčený       |
| Ropucha skákavá        | Anaxyrus microscaphus ↔ Bufo microscaphus Cope, 1867                              | Málo dotčený       |
|                        | Anaxyrus monfontanus ↔ Bufo monfontanus Gordon, Simandle, Sandmeier & Tracy, 2020 |                    |
| Ropucha Nelsonova      | Anaxyrus nelsoni ↔ Bufo nelsoni Stejneger, 1893                                   | Ohrožený           |
|                        | Anaxyrus nevadensis ↔ Bufo nevadensis Gordon, Simandle, Sandmeier & Tracy, 2020   |                    |
| Ropucha tečkovaná      | Anaxyrus punctatus ↔ Bufo punctatus Baird & Girard, 1852                          | Málo dotčený       |
| Ropucha dubová         | Anaxyrus quercicus ↔ Bufo quercicus Holbrook, 1840                                | Málo dotčený       |
| Ropucha arizonská      | Anaxyrus retiformis ↔ Bufo retiformis Sanders a H. M. Smith, 1951                 | Málo dotčený       |
| Ropucha texaská        | Anaxyrus speciosus ↔ Bufo speciosus Girard, 1854                                  | Málo dotčený       |
| Ropucha hrabavá        | Anaxyrus terrestris ↔ Bufo terrestris Bonaterre, 1789                             | Málo dotčený       |
|                        | Anaxyrus williamsi ↔ Bufo williamsi Gordon, Simandle a Tracy, 2017                |                    |
| Ropucha Woodhouseova   | Anaxyrus woodhousii ↔ Bufo woodhousii Girard, 1854                                | Málo dotčený       |